# بيت ابن مهدي (الحيمة الخارجية)

تعديل مصدري - تعديل

بيت ابن مهدي هي إحدى قرى عزلة بيت ابن مهدي بمديرية الحيمة الخارجية التابعة لمحافظة صنعاء، بلغ تعداد سكانها 232 نسمة حسب تعداد اليمن لعام 2004.